# Higo
Higo (肥後国?, Higo no kuni) fu una provincia del Giappone nell'area che corrisponde all'odierna prefettura di Kumamoto sull'isola di Kyūshū. Higo confinava con le province di Chikugo, Bungo, Hyūga, Ōsumi e Satsuma.

Mappa delle province giapponesi con la provincia di Higo evidenziata

La città castello di Higo fu solitamente Kumamoto. Durante il periodo Muromachi, Higo venne controllata dal clan Kikuchi, ma furono spodestati durante il periodo Sengoku e la provincia venne occupata dai signori confinanti, tra cui gli Shimazu della provincia di Satsuma, fino a che Toyotomi Hideyoshi non invase il Kyūshū ed assegnò Higo ai suoi seguaci, prima Sassa Narimasa e poi a Katō Kiyomasa.
Durante il periodo Sengoku, Higo fu uno dei centri principali del Cristianesimo in Giappone, ed è anche il luogo dove risiedette Miyamoto Musashi su invito del daimyō mentre completava Il libro dei cinque anelli.